# Lei de Privacidade do Consumidor da Califórnia
California Consumer Privacy Act (CCPA), ou Lei de Privacidade do Consumidor da Califórnia é uma lei estadual destinada a aprimorar os direitos de privacidade e a proteção do consumidor para residentes da Califórnia, Estados Unidos. O projeto foi aprovado pela legislatura do Estado da Califórnia e transformado em lei por Jerry Brown, governador da Califórnia, em 28 de junho de 2018, alterando a Parte 4 da Divisão 3 do Código Civil da Califórnia. A AB-375 (nome oficial da lei) foi apresentada por Ed Chau, membro da Assembleia do Estado da Califórnia, e pelo senador estadual Robert Hertzberg .
Emendas à CCPA, na forma de Projeto de Lei 1121 do Senado, foram aprovadas em 13 de setembro de 2018. Emendas adicionais foram transformadas em lei em 11 de outubro de 2019. A CCPA entrou em vigor em 1º de janeiro de 2020. Em novembro de 2020, os eleitores da Califórnia aprovaram a Proposta 24, também conhecida como Lei de Direitos de Privacidade da Califórnia, que altera e amplia a CCPA.

## Intenções da Lei
As intenções da lei são fornecer aos residentes da Califórnia o direito de:
1. Saber quais dados pessoais estão sendo coletados sobre eles.
2. Saber se seus dados pessoais são vendidos ou divulgados e para quem.
3. Optar não permitir a venda de seus dados pessoais.
4. Acessar seus dados pessoais.
5. Solicitar a uma empresa que exclua qualquer informação pessoal colhida desse consumidor.[9]
6. Não ser discriminado por exercer seus direitos de privacidade .

### Conformidade
A CCPA se aplica a qualquer empresa, incluindo qualquer entidade com fins lucrativos que coleta dados pessoais de consumidores, que faz negócios na Califórnia e atende a pelo menos um dos seguintes itens:
- Possuir receita bruta anual superior a US$ 25 milhões;
- Comprar, receber ou vender informações pessoais de 50.000 ou mais consumidores ou famílias; ou
- Obter mais da metade de sua receita anual com a venda de informações pessoais dos consumidores.[10][11]

As organizações são obrigadas a "implementar e manter procedimentos e práticas de segurança" a fim de proteger os dados do consumidor .

### Responsabilidade e prestação de contas
- Implementar procedimentos para obter o consentimento dos pais ou responsáveis para menores de 13 anos e o consentimento afirmativo de menores entre 13 e 16 anos para compartilhamento de dados para fins (Cal. Civ. Código § 1798.120 (c)).
- Link “Não Vender Minhas Informações Pessoais” na página inicial do site da empresa, que direcionará os usuários a uma página da web que lhes permita, ou a alguém que eles autorizem, recusar a venda das informações pessoais do residente (Cal. Civ. Código § 1798.135 (a) (1)).[13]
- Designe métodos para enviar solicitações de acesso a dados, incluindo, no mínimo, um número de telefone gratuito (Cal. Civ. Código § 1798.130 (a)).[14]
- Atualizar as políticas de privacidade com as novas informações exigidas, incluindo uma descrição dos direitos dos residentes da Califórnia (Cal. Civ. Código § 1798.135 (a) (2)).[15]
- Evite solicitar consentimento de aceitação por 12 meses após um residente da Califórnia desistir (Cal. Civ. Código § 1798.135 (a) (5)).[16]

## Isenções
- Informação de saúde pessoal
- Informação financeira

Um grande setor de isenção CCPA são as informações pessoais de saúde (PHI). Em vez de os dados serem tratados a partir das diretrizes CCPA, é esperado que a PHI adira ao Ato de Portabilidade e Responsabilidade de Seguro Saúde, também conhecido como HIPAA.  Se a empresa que coleta os dados praticar ensaios clínicos, ela deverá aderir à "Regra Comum".
Instituições financeiras que realizam coleta de dados pessoais devem seguir a lei de privacidade de informações financeiras da Califórnia ou a lei Gramm-Leach-Bliley.